# Лиува II
Вижте пояснителната страница за други личности с името Лиува.
Лиува II (Liuva II.; * 583/584; † юни/юли 603) е крал на вестготите от декември 601 до юни/юли 603 г. в Испания.
Лиува е син на крал Рекаред I и през декември 601 г. го наследява на трона. Тогава е 18-годишен. Той е вероятно извънбрачен син и майка му е от нисш произход. Управлява страната една година и половина и е свален от Витерих, който нарежда да му отрежат дясната ръка, за да не може да властва.